# Aphthona kuntzei
Aphthona kuntzei là một loài bọ cánh cứng trong họ Chrysomelidae. Loài này được Roubal miêu tả khoa học năm 1931.